# Somlószőlős, Veszprém
Somlószőlős  este un sat în districtul Devecser, județul Veszprém, Ungaria, având o populație de 696 de locuitori (2011). 

## Demografie
Componența etnică a satului Somlószőlős
     Maghiari (93,13%)
     Romi (6,2%)
     Germani (0,67%)
Componența confesională a satului Somlószőlős
     Romano-catolici (39,22%)
     Luterani (24,28%)
     Fără religie (3,3%)
     Reformați (2,87%)
     Necunoscută (30,32%)
Conform recensământului din 2011, satul Somlószőlős avea 696 de locuitori. Din punct de vedere etnic, majoritatea locuitorilor (93,13%) erau maghiari, cu o minoritate de romi (6,2%). Nu există o religie majoritară, locuitorii fiind romano-catolici (39,22%), luterani (24,28%), persoane fără religie (3,3%) și reformați (2,87%). Pentru 30,32% din locuitori nu este cunoscută apartenența confesională.